# Козлова Мар'яна Олегівна
Мар'яна Олегівна Козлова (нар. 4 серпня 1983, Харків, СРСР) - українська фігуристка, що виступала у  спортивних танцях на льоду в парі з Сергієм Барановим. Наразі працює тренером з фігурного катання у Харкові.   

## Біографія
Мар'яна Козлова народилася 4 серпня 1983 року у Харкові,  СРСР.
Закінчила Харьківску академію фізичної культури та спорту.

## Спортивна кар'єра
З Сергієм Барановим вона була срібним призером Зимової Універсіади 2003 року, бронзовим призером 2003 року «Скейт Ізраїль» та дворазовоюпризеркою чемпіонату України з фігурного катання у танцях на льоду. Вони виграли п’ять медалей у серіаї Гран-прі ІСУ (чотири срібних, одна бронза) та пройшли змагання у двох фіналах Гран-прі МСУ Юніора . Вони закінчилися в першій десятці на двох чемпіонатах світу серед юніорів, досягнувши найкращого результату, 7-го, у 2003 році .
Після закінчення кар'єри фігуристки Козлова, стала тренером та хореографом.   

## Програми
(з Барановим) 
| Сезон   | Оригінальний танець | Вільний танець |
| ------- | --- | --- |
| 2003–04 | - Бугі Вугі: Транспірація у виконанні Томас Шейт - Одну ніч у виконанні Елвіс Преслі - Мисливський пес у виконанні Елвіс Преслі | - Божевільний Бенні у виконанні M. Friis, U. Savery, M. Parsberg, Safri Duo - La Notte Etterna у виконанні Emma Shapplin - Божевільний Бенні у виконанні M. Friis, U. Savery, M. Parsberg , Safri Duo |
| 2002–03 | - Polka: Фейерфест! у виконанні Джозеф Штраус - Вальс у виконанні Георгій Свірідов                                              | - Аветино |
| 2001–02 | - Фламенко у виконанні Didulia - Paso doble: Ель-Гато                                                                           | - Аветіно - Сарабанде - Бурі у виконанні Jon Lord |

## Результати
GP: Гран-прі ; JGP: Юніорський гран-прі
З Барановим
| Міжнародні змагання           | Міжнародні змагання | Міжнародні змагання | Міжнародні змагання | Міжнародні змагання | Міжнародні змагання | Міжнародні змагання |
| Подія                         | 97–98               | 99–00               | 00–01               | 01–02               | 02–03               | 03–04               |
| ----------------------------- | ------------------- | ------------------- | ------------------- | ------------------- | ------------------- | ------------------- |
| GP Trophée Lalique            |                     |                     |                     |                     |                     | 10                  |
| Скейт Ізраїль                 |                     |                     |                     |                     |                     | 3                   |
| Зимова Універсіада            |                     |                     | 15                  |                     | 2                   |                     |
| Міжнародні юніорські змагання |                     |                     |                     |                     |                     |                     |
| Чемпіонат світу серед юніорів |                     |                     |                     | 9                   | 7                   |                     |
| Фінал JGP                     |                     |                     |                     | 6                   | 5                   |                     |
| JGP Болгарія                  |                     |                     |                     | 2                   |                     |                     |
| JGP Чехія                     |                     |                     | 4                   |                     |                     |                     |
| JGP Німеччина                 |                     |                     |                     |                     | 2                   |                     |
| JGP Нідерланди                |                     | 9                   |                     |                     |                     |                     |
| JGP Польща                    |                     |                     | 3                   | 2                   |                     |                     |
| JGP Сербія                    |                     |                     |                     |                     | 2                   |                     |
| Національні змагання          |                     |                     |                     |                     |                     |                     |
| Чемпіонат України             | 6 J                 | 5                   | 5                   | 4                   | 2                   | 3                   |
| J = серед юніорів             |                     |                     |                     |                     |                     |                     |

## Тренерська діяльність
Наразі Мар'яна Козлова працює в Харкові тренером танцювальних дуетів у тандемі з Галиною Чуріловою.
Їх вихованці:
| Пара                               | Джерело                                        |
| ---------------------------------- | ---------------------------------------------- |
| Надія Фроленкова/Михайло Касало    |                                                |
| Анжеліка Юрченко/Володимир Бєліков | [Архівовано 27 Жовтня 2019 у Wayback Machine.] |
| Ольга Гіглава/Олександр Сіроштан   | [Архівовано 5 Грудня 2019 у Wayback Machine.]  |
| Дар'я Попова/Володимир Бєліков     | [Архівовано 31 Травня 2017 у Wayback Machine.] |
| Олександра Назарова/Максим Нікітін | [Архівовано 6 Жовтня 2019 у Wayback Machine.]  |
| Анна Чернявська/Володимир Горовий  | [ 8 ]                                          |

## Зовнішні посилання
- Mariana Kozlova / Sergei Baranov на сайті Міжнародного союзу ковзанярів